# 張在根
張在根（チャン・ジェグン、장재근、1962年1月2日 - ）は韓国の男子陸上競技選手。専門は短距離走。
1982年にニューデリーで開催されたアジア競技大会に出場し、200mで金メダルを、100mで銀メダルを獲得した。1986年の釜山大会でも200mで優勝しており、大会2連覇を達成している。
1984年にロサンゼルスオリンピックの200mに出場しており、1988年のソウルオリンピックでは200mと4×100mリレーに出場している。